# Anders Wijkman
Anders Ivar Sven Wijkman (ur. 30 września 1944 w Sztokholmie) – szwedzki polityk, były poseł do Riksdagu, od 1999 do 2009 deputowany do Parlamentu Europejskiego, działacz organizacji pozarządowych.

## Życiorys
Ukończył studia z zakresu nauk politycznych na Uniwersytecie w Sztokholmie. W latach 70. z ramienia Umiarkowanej Partii Koalicyjnej sprawował mandat posła do Riksdagu.
Pełnił później funkcję przewodniczącego Szwedzkiego Czerwonego Krzyża (1979–1988) oraz sekretarza generalnego Szwedzkiego Towarzystwa Ochrony Przyrody (1989–1991). Od 1992 do 1994 zajmował stanowisko dyrektora generalnego krajowej agencji zajmującej się współpracą z krajami rozwijającymi się. W latach 1995–1997 był zastępcą sekretarza generalnego Programu Narodów Zjednoczonych ds. Rozwoju (UNDP).
W 1999 uzyskał mandat posła do Parlamentu Europejskiego z listy Chrześcijańskich Demokratów (Kristdemokraterny). W 2004 z powodzeniem ubiegał się o reelekcję. Zasiadał w grupie chadeckiej, był m.in. wiceprzewodniczącym Komisji Rozwoju. W PE zasiadał do 2009.
Uzyskiwał członkostwo m.in. w Królewskiej Szwedzkiej Akademii Nauk. Został wiceprezesem zarządu Fundacji Tällberga, obejmował kierownicze funkcje w europejskich i krajowych organizacjach społecznych. Opublikował kilka książek poświęconych tematyce m.in. zrównoważonego rozwoju oraz integracji europejskiej. Objął funkcję jednego z prezydentów Klubu Rzymskiego.